# Bob Mizer
Robert Henry Mizer (27 mars 1922 - 12 mai 1992), connu sous le nom de Bob Mizer, était un photographe et cinéaste américain, connu pour ses photographies homoérotique masculine au milieu du XXe siècle. 

## Biographie
Les premières photographies de Bob Mizer sont parues en 1942, en couleur et en noir et blanc, mais sa carrière a été catapultée dans l'infamie en 1947 lorsqu'il a été reconnu coupable de distribution illégale de matériel obscène par la poste américaine. Le matériel en question consistait en une série de photographies en noir et blanc, prises par Mizer, de jeunes bodybuilders portant ce qu'on appelle des sangles de pose, précurseur du string. Il a purgé une peine de neuf mois d'emprisonnement dans un camp de travail à Saugus, en Californie, pour ce qui semble maintenant banal. À l'époque, la quasi-nudité masculine était non seulement mal vue, mais illégale. 
En dépit des attentes de la société et de la pression des forces de l'ordre, Mizer a bâti un véritable empire à partir de ses photographies et ses films. Il a créé un studio influent, l'Athletic Model Guild (AMG) en 1945, mais lorsqu'il a publié le premier numéro de Physique Pictorial, il dirigeait lui-même le studio de chez lui, près du centre-ville de Los Angeles. Il a photographié des milliers d'hommes et constitué une collection comprenant près de deux millions d'images différentes, des milliers de pellicules et de bandes vidéo. 
Dans les années 1950, plusieurs autres photographes effectuaient un travail similaire, comme Alonzo Hanagan à New York, Douglas de Detroit, Don Whitman de Western Photography Guild à Denver et, sur la côte ouest, Russ Warner à Oakland et Dave Martin à San Francisco. 
Indépendamment des tentatives de suppression de son travail, Mizer a continué à poursuivre sa vision, en influençant des artistes tels que Robert Mapplethorpe et David Hockney. Des exemples du travail de Mizer sont maintenant conservés par des institutions éducatives et culturelles réputées dans le monde entier et peuvent être trouvés dans divers livres, galeries et collections d'art privées. La Washington Square East Gallery de l’ Université de New York a présenté au début de 2014 ce qu’elle appelait « la première présentation institutionnelle en solo du travail de Bob Mizer », débutée par les artistes Bruce Yonemoto, Karen Finley et Vaginal Davis. Le New York Times a rapporté que l'exposition « constitue un argument de poids pour [Mizer] en tant qu'artiste aux intérêts et à l'imagination considérablement plus vastes que ne le laisse supposer sa réputation populaire ». 
En 1999, Beefcake, un documentaire réalisé par Thom Fitzgerald, a été produit, inspiré par un livre d'images de F. Valentine Hooven III (publié par Taschen). 

## Films
Bob Mizer a produit plus de 3 000 titres de films du début des années 1950 au début des années 1980. En août 1980, il a commencé à utiliser la nouvelle technologie VHS de l’époque et a enregistré plus de 7500 heures de ses séances photo jusqu’à sa mort en 1992. 

### Filmographie partielle
- Advice Without Consent  (1955)
- Alladin (1956)
- Andy & The Angry Mummy (1963)
- Motorcycle Thief (1958)
- Love 2001 (1970)
- Joe Dallesandro Posing (1966)
- Tijuana Bandit (1964)